# Lý (đơn vị đo lường)
Lý hay còn gọi là dặm Trung Quốc, là đơn vị đo khoảng cách. Đơn vị này được sử dụng tại các nước Trung Quốc, Việt Nam,... trong các triều đại phong kiến. Một lý tương đương 1/2 km, tức khoảng 500 m. Theo tài liệu khác, một dặm Trung Quốc là 576 m.